# Entwicklungsregion Ost (Nepal)
Die Entwicklungsregion Ost (Nepali पुर्वाञ्चल विकास क्षेत्र Purbānchal Bikās Kshetra) war die östlichste von fünf Entwicklungsregionen in Nepal. 
Sie hatte eine Fläche von 28.456 km² und bestand aus folgenden Verwaltungszonen:
- Koshi
- Mechi
- Sagarmatha

Bei der Volkszählung 2011 hatte die Region 5.811.555 Einwohner. Verwaltungssitz war Dhankuta.